# Bayerische Aktien-Bierbrauerei Aschaffenburg
Bayerische Aktien-Bierbrauerei Aschaffenburg (Bawarska Piwowarska Spółka Akcyjna Aschaffenburg/BABA) – browar założony przez sześciu mieszkańców Aschaffenburga, którzy 18 grudnia 1866 roku podjęli decyzję o budowie przy Glattbacher Straße nowego przedsiębiorstwa.

## Historia
Już 2 kwietnia 1868 odbyła się pierwsza próba wyprodukowanego przez nich piwa. Początkowo browar produkował 1 mln litrów trunku, jednak szybko okazało się, iż niezbędne są dalsze inwestycje w celu zwiększenie produkcji, która była znacznie mniejsza niż miejscowe zapotrzebowanie na jego produkt. W przeciągu kilku dziesięcioleci zwiększono ilość produkowanego piwa do 34 mln litrów (1892 rok). Z biegiem lat browar wyrobił sobie dobrą markę, co potwierdza choćby fakt, iż wielki książę Hesji nadał przedsiębiorstwu tytuł oficjalnego dostawcy dworu (Hoflieferant).
Czasem przełomowym dla browaru okazały się lata 1899/1900, kiedy to BABA przejęła browary: »Zum Hopfengarten«, »Die Gesellschaftsbrauerei«, »Zum Wurstbendel« oraz »Zur Rose«. W wyniku tego zakupu przedsiębiorstwo stało się potentatem w branży piwowarskiej. Sukces strategiczny firmy potwierdza również fakt, iż od 1895 roku produkowane przez siebie piwo butelkowano, aby mogło ono docierać do odległych części kraju. Na początku XX wieku firma zakupiła także browary: »Die Löwenbrauerei Goldbach« (1908) i »Die Brauerei Dörr« w Hanau (1910).
Okres rozwoju browaru kończy się tuż po 1918 roku. Pierwsza wojna światowa i jej konsekwencje: kryzys ekonomiczny, szybko rosnące ceny jęczmienia i żywności, wysokie cła na granicach, jak i rosnące systematycznie obciążenia skarbowe – podatki od piwa oraz jego produkcji (wprowadzone już w 1907 i 1910 roku). Spowodowało to wszystko, iż obroty firmy spadły w krótkim czasie o 10%. Produkcja browaru w 1918 spadła o połowę (do 55 mln litrów). Dopiero od koniec lat 20. XX wieku firma osiąga ponownie produkcję rzędu 100 mln litrów. Ponowny rozwój przedsiębiorstwa przerywają ponownie zniszczenia oraz następstwa drugiej wojny światowej. Dopiero w 1962 roku browar produkuje ponownie 100 mln litrów piwa rocznie, a zatem tyle ile w 1933 roku. W 1963 roku firma nabywa nowy browar – „Wiesbadener Felsenkeller-Brauerei”.
W 1970 roku następuje fuzja firmy z większym browarem „Binding-Brauerei” z Frankfurtu nad Menem. W planach spółka miała osiągnąć produkcję rzędu 200 mln litrów, co jednak się nigdy nie powiodło jej. W kilka lat od połączenia dawny aschaffenburski browar traci na znaczeniu i coraz bardziej postrzegany jest jako część frankfurckiego giganta, co symbolizowało choćby przyjęcie przez firmę nazwy: „Bindingbrauerei AG, Zweigniederlassung Aschaffenburg”. W połowie lat 70. XX wieku browar z Aschaffenburga przestaje istnieć.